# Franz Gertsch

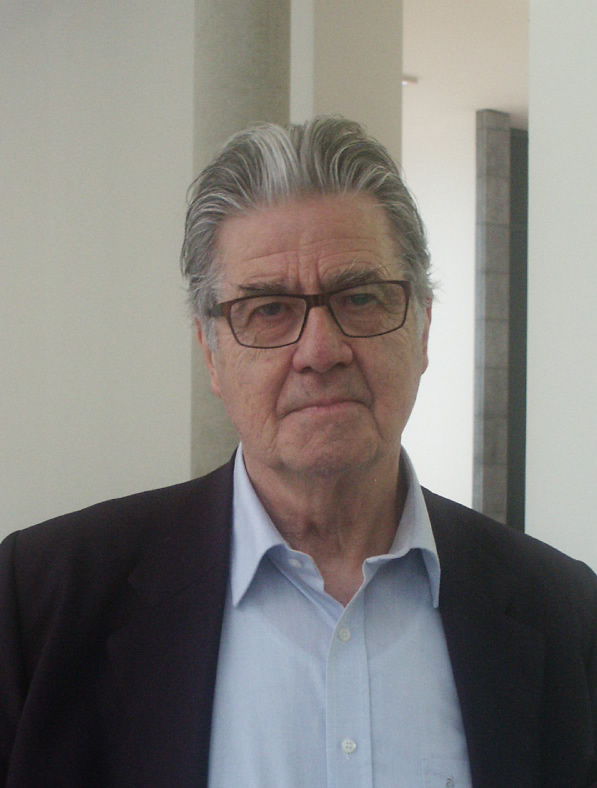
Franz Gertsch (2014)

Franz Gertsch (* 8. März 1930 in Mörigen; † 21. Dezember 2022 in Riggisberg) war ein Schweizer Maler und Grafiker. Internationale Bekanntheit erlangte er durch seine grossformatigen hyperrealistischen Portraits.

## Leben

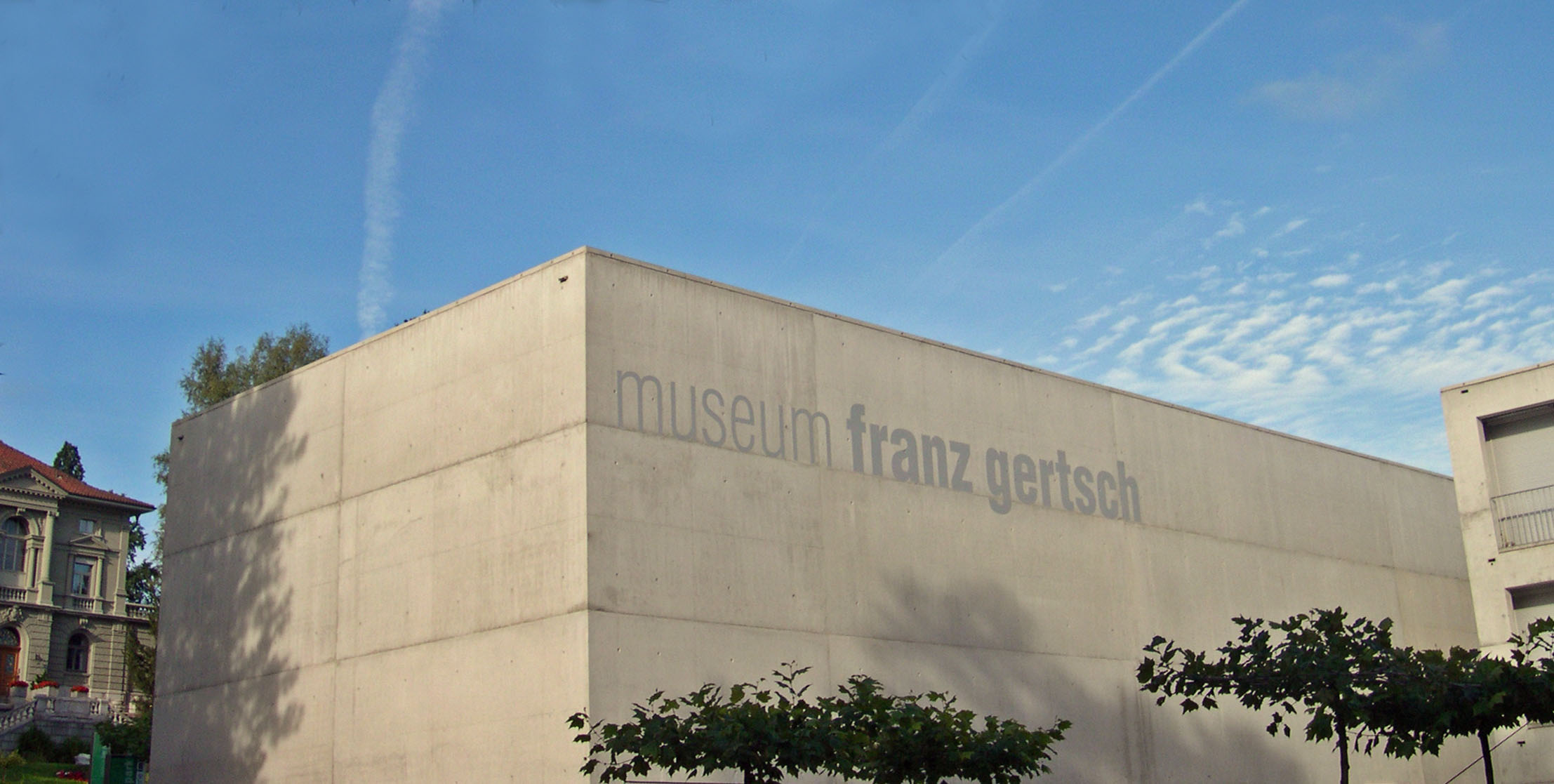
Museum Franz Gertsch, Burgdorf, im Mai 2005

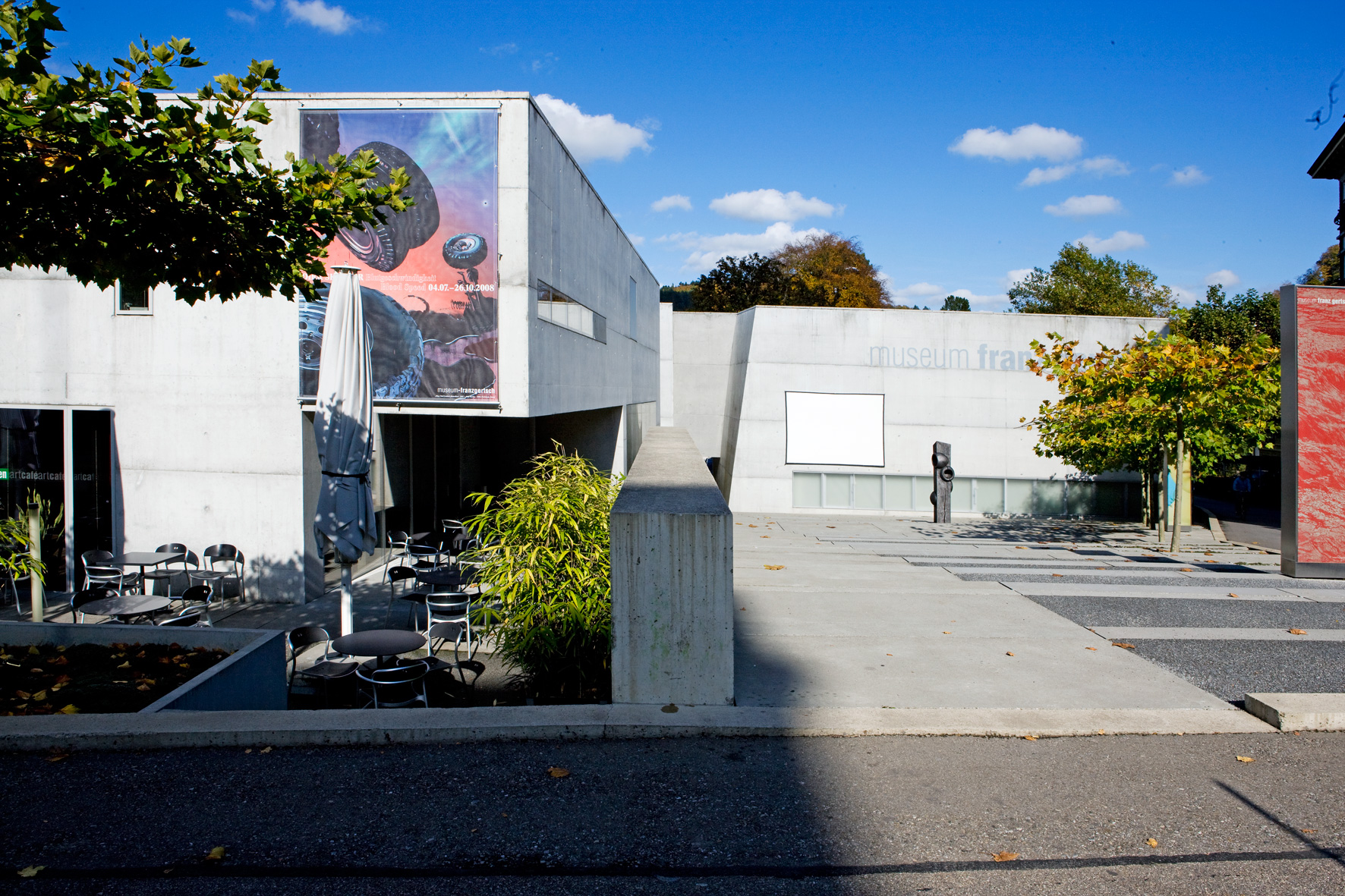
Museum Franz Gertsch, Burgdorf, im Oktober 2008

Gertsch wuchs als Sohn eines Lehrers zunächst in Mörigen am Bielersee, später in Bern auf. Von 1947 bis 1952 wurde er in der Malschule Max Rudolf von Mühlenen und bei Hans Schwarzenbach in Bern ausgebildet. 1950 erschien der Buchband This und Weit mit 32 linearen Holzschnitten, 1953 Ein Sommer mit 14 Holzschnitten und Lyrik von Gertsch als Jahresgabe der Bernischen Kunstgesellschaft. Mitte der 1960er Jahre erlebte er den entscheidenden Einfluss durch die Pop Art. Von 1964 bis 1969 entstanden auf Fotovorlagen basierende flächige Collagen aus eingefärbtem Papier (Mick Jagger).
1971 erhielt er das Eidgenössische Kunststipendium. 1972 nahm er an der documenta 5 in Kassel teil; 1978, 1999 und 2003 an der Biennale in Venedig. 1997 wurde ihm der Kunstpreis Goslarer Kaiserring verliehen.
Im Herbst 2002 wurde in Burgdorf das Museum Franz Gertsch eröffnet. 2005 startete im vom Unternehmer Willy Michel finanzierten Museum sowie dem Kunstmuseum Bern die erste Franz-Gertsch-Retrospektive. 2006 wurde er Ehrenbürger seiner Wohngemeinde Rüschegg.
Er starb am 21. Dezember 2022 im Alter von 92 Jahren im Spital Riggisberg.

## Werk
Vor 1969 entstanden neben Collagen auch Aquarelle, insbesondere auf Reisen wie jenen nach Schottland in den Jahren 1963 und 1965. Das Bild Huaa...! von 1969, das Gertsch auch als Werk Nr. 1 bezeichnete, stellte einen Wendepunkt seines Schaffens dar. Gertsch war 39 Jahre alt, hatte bereits Einzelausstellungen und Buchbände hinter sich und war 1957 in der Schau Die Zeichnung im Schaffen junger Schweizer Künstler in der Kunsthalle Bern vertreten gewesen – diesen früheren Teil seines Werks verwarf er nun. Von 1969 bis 1978 schuf er grossformatige fotorealistische bzw. hyperrealistische Gemälde. Auf Huaa…! folgten das politisch motivierte Vietnam und zahlreiche Bilder nach eigenen Fotografien von Familienmitgliedern und Freunden aus der Schweizer Kunstszene, z. B. Medici (1971/72) und die Serie über Luciano Castelli, zu der Marina schminkt Luciano (1975) gehört. Mit diesen Gemälden gelang ihm der internationale Durchbruch. Insbesondere war er 1972 mit Medici auf der von Harald Szeemann kuratierten documenta 5 in Kassel vertreten. Dieser Auftritt machte ihn bekannt.
Ab 1978 ging Gertsch zu Einzelportraits über. So entstanden ein Portraitzyklus der Rockmusikerin Patti Smith und das Selbstbildnis von 1980.
In der Zeit zwischen 1986 und 1994 beschäftigte Gertsch sich ausschliesslich mit Holzschnitten. Ein Beispiel dafür ist der übergrosse Holzschnitt Triptychon Schwarzwasser, der aus drei Platten von je 237 × 185 cm Grösse auf Kumohadamashi-Japanpapier in Nachtblau handabgezogen wurde. Das Triptychon hängt im Format von 276 × 597 cm in der Kunsthalle zu Kiel.

## Auszeichnungen (Auswahl)
- 1998: Kulturpreis der Bürgi-Willert-Stiftung[10]
- 2005: Ehrenbürger der Christian-Albrechts-Universität zu Kiel[10]
- 2011: Willy Reber Kunstpreis[13]

## Ausstellungen (Auswahl)
- 1991: Franz Gertsch – Holzschnitte 1986–1991. Städtische Galerie im Lenbachhaus und Kunstbau, München[14]
- 2003 Franz Gertsch - Silvia, Kestner-Gesellschaft Hannover
- 2005/2006: Franz Gertsch. Retrospektive (vgl. Literatur):
  - Kunstmuseum Bern und Museum Franz Gertsch, Burgdorf[15]
  - Ludwig Forum für Internationale Kunst, Aachen[5][4]
  - Kunsthalle Tübingen, Tübingen[16]
- 2006/2007: Franz Gertsch. Doppelausstellung im Museum Moderner Kunst Stiftung Ludwig Wien und in der Albertina Wien[8]
- 2011: Franz Gertsch – Jahreszeiten. Werke 1983–2011. Kunsthaus Zürich, Zürich
- 2013: Franz Gertsch. Holzschnitte – Aus der Natur gerissen. Sinclair-Haus, Bad Homburg
- 26. Oktober 2013 – 16. Februar 2014: Franz Gertsch. Geheimnis Natur. Museum Frieder Burda, Baden-Baden[17]
- 2014: Holzschnitte von Franz Gertsch. Museum Franz Gertsch, Burgdorf
- 2015/2016: Franz Gertsch. Saarlandmuseum, Moderne Galerie, Saarbrücken
- 2017: Winter. Böhm Chapel, Hürth
- 2017/18: Magische Natur. Franz Gertsch, Simone Nieweg, Natascha Borowsky, Museum Kunstpalast, Düsseldorf
- 2018/2019: Franz Gertsch. Bilder sind meine Biografie. Kunsthalle zu Kiel
- 2020: Franz Gertsch. Looking Back. Hommage zum Neunzigsten. Graphische Sammlung der ETH Zürich
- 2021: Franz Gertsch: die Siebziger. Lentos Kunstmuseum Linz, Österreich, 30. Oktober 2020 – 18. April 2021[18]
- 2023: Franz Gertsch. Farbproben. Museum Franz Gertsch, Burgdorf, 28. Januar – 18. Juni 2023[19]
- 2024/25: Franz Gertsch. Blow up. Eine Retrospektive, Halle für Aktuelle Kunst der Deichtorhallen, Hamburg, 13. Dezember 2024 – 4. Mai 2025.

## Hauptwerke
- 1980: Selbstportrait
- 1979: Patti Smith
- 1997–1998: Silvia
- 1999–2000: Gräser
- 1976: Luciano

## Zitate
«Der Maler gehörte zur internationalen Gilde der Schweizer Künstler.»

«Franz Gertsch war der Magier unter den Malern. Er verzauberte die Wirklichkeit in ihr gemaltes Abbild.»

«[…] Franz Gertsch […] hat in seiner jahrzehntelangen Karriere seinen Stil und die Technik mehrmals gewechselt. Aber nie seine Liebe, realistische Bilder in poetische Kunstwerke zu verwandeln.»